# Nicolás Molina
Pour les articles homonymes, voir Molina.
Nicolás « Nico » Molina Augustín, né le 10 mai 2000 à Dúrcal, est un skieur alpiniste et coureur de fond espagnol spécialisé en skyrunning. Il a remporté la Skyrunner World Series 2022.

## Biographie
Nicolás Molina pratique de nombreux sports dans sa jeunesse, dont notamment le football et le BMX. En 2014, il se met à la course à pied et est initié au trail par son ami Manuel Anguita. Tout comme ce dernier, il se spécialise dans la discipline technique du skyrunning.
Il démontre son talent pour la discipline en 2016. Le 19 juin, il remporte le titre de champion d'Espagne cadet de kilomètre vertical à Fuente Dé. Fin juillet, il participe aux championnats du monde jeunesse de skyrunning à Fonte Cerreto. Il remporte le titre sur la SkyRace dans la catégorie d'âge A (16-17 ans) et remporte le bronze sur le kilomètre vertical. L'année suivante à Arinsal, il rafle les trois médailles d'or sur la SkyRace, le kilomètre vertical et le combiné.
Pratiquant également le ski-alpinisme en hiver, il remporte son premier titre national senior le 14 janvier 2021 en relais mixte à Boí Taüll. Avec Ana Alonso Rodriguez, Pablo Ruiz De Almirón Lanz et Mario Casares Hervias, c'est la première fois qu'une équipe andalouse remporte ce titre. L'équipe défend avec succès son titre l'année suivante à Candanchú.
Il se révèle sur la scène internationale du skyrunning lors de la Skyrunner World Series 2022. Le 31 juillet, il effectue une solide course derrière son compatriote Marti Lázaro pour prendre la troisième place de la SkyRace Comapedrosa. Le 19 août, il effectue une course prudente lors du Matterhorn Ultraks Extreme, laissant partir le trio de tête devant. Il profite du ralentissement du Canadien Karl Augsten en fin de course pour récupérer la troisième place. Le 24 septembre, il voit partir le Suisse Christian Mathys en tête sur la Pirin Extreme et s'assure de la deuxième place devant son compatriote Ander Iñarra. Lors de la finale SkyMasters courue dans le cadre de la course Gorbeia Suzien, il voit le surprenant Kényan Bernard Cheruyiot mener les débats. Il forme un petit groupe de poursuivants avec notamment le Français Damien Humbert, favori pour le classement général. Nicolás Molina conserve son rythme et finit par larguer Damien Humbert. Il est rejoint par un autre Français, Loïc Robert. Les deux hommes profitent de la descente finale pour doubler Bernard Cheruyiot. Nicolás Molina prend l'avantage pour remporter la victoire. Grâce à cette dernière, il remporte également le classement général de la Skyrunner World Series devant Damien Humbert.

## Palmarès en skyrunning
| no  | masculin           | Course                                        | Longueur | Départ            | Temps           |
| --- | ------------------ | --------------------------------------------- | -------- | ----------------- | --------------- |
| 2e  | Médaille d'argent  | Nit Pirineu                                   | 5 km     | 28 septembre 2018 | 38 min 50 s     |
| 3e  | Médaille de bronze | Mitja Pirineu                                 | 19 km    | 29 septembre 2018 | 1 h 20 min 52 s |
| 2e  | Médaille d'argent  | Cortina SkyRace                               | 19 km    | 27 juin 2019      | 1 h 36 min 55 s |
| 1re | Médaille d'or      | Mitja Pirineu                                 | 19 km    | 5 octobre 2019    | 1 h 19 min 5 s  |
| 3e  | Médaille de bronze | SkyRace Comapedrosa                           | 24 km    | 31 juillet 2022   | 3 h 11 min 47 s |
| 3e  | Médaille de bronze | Matterhorn Ultraks Extreme                    | 22 km    | 19 août 2022      | 2 h 37 min 21 s |
| 2e  | Médaille d'argent  | Pirin Extreme                                 | 38 km    | 24 septembre 2022 | 4 h 54 min 52 s |
| 1re | Médaille d'or      | SkyMasters                                    | 33 km    | 8 octobre 2022    | 3 h 8 min 26 s  |
| 1re | Médaille d'or      | Dourbie Formi                                 | 23,1 km  | 19 octobre 2024   | 1 h 59 min 2 s  |
| 3e  | Médaille de bronze | Calamorro Skyrace                             | 27,5 km  | 5 avril 2025      | 2 h 26 min 56 s |
| 2e  | Médaille d'argent  | Tahtalı Run To Sky                            | 27 km    | 10 mai 2025       | 2 h 47 min 20 s |
| 5e  | 5e                 | Championnats d'Europe de skyrunning - SkyRace | 22,7 km  | 5 juillet 2025    | 2 h 9 min 17 s  |

## Palmarès en ski-alpinisme
- 2021
  -  du relais mixte aux championnats d'Espagne (avec Ana Alonso Rodriguez, Pablo Ruiz De Almirón Lanz et Mario Casares Hervias)
- 2022
  -  du relais mixte aux championnats d'Espagne (avec Ana Alonso Rodriguez et Pablo Ruiz De Almirón Lanz)
  -  de la course par équipes mixte aux championnats d'Espagne (avec Ana Alonso Rodriguez)